# خايمي كاساغراندي
خايمي كاساغراندي (بالبرتغالية: Jaime Casagrande‏) هو لاعب كرة قدم برازيلي في مركز ظهير ‏، ولد في 18 أغسطس 1949 في البرازيل، وتوفي في 29 أكتوبر 2013 بسبب السكري. لعب مع نادي فيغورينسي.